# Cryptantha mirabunda
Cryptantha mirabunda är en strävbladig växtart som beskrevs av A. Brand. Cryptantha mirabunda ingår i släktet Cryptantha, och familjen strävbladiga växter. Inga underarter finns listade i Catalogue of Life.